# Stephan Heinrich

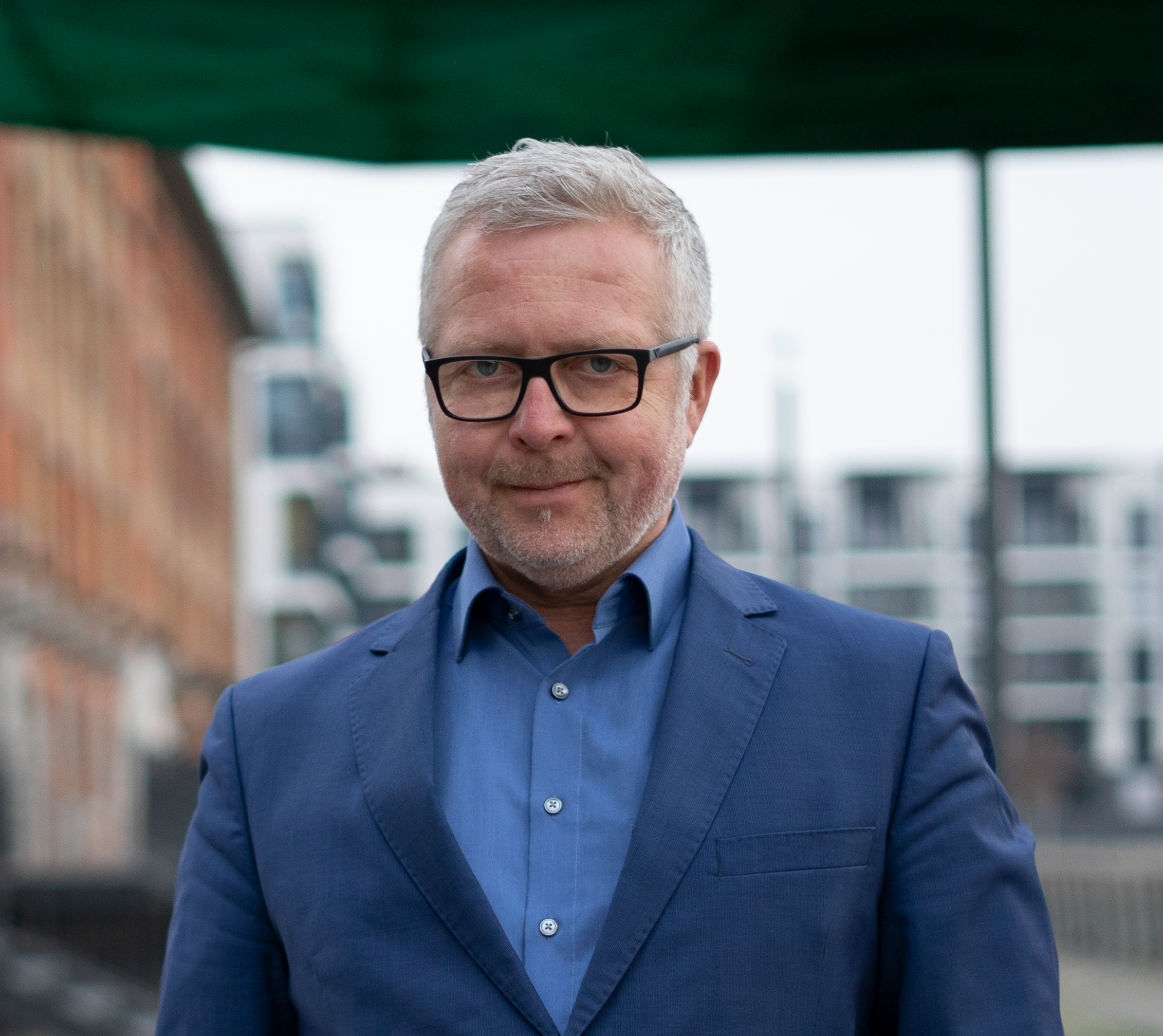
Stephan Heinrich, 2020

Stephan Heinrich (* 5. November 1964 in München) ist ein deutscher Sachbuchautor und freiberuflicher Berater.

## Publikationen (Auswahl)
- Verkaufen an Top-Entscheider. Wie Sie mit Vision Selling Gewinn bringende Geschäfte in der Chefetage abschließen, 4. Aufl., Springer Gabler, Wiesbaden 2020, ISBN 978-3-658-29328-4.
- Content Marketing: So finden die besten Kunden zu Ihnen. Wie Sie Ihre Zielgruppe anziehen und stabile Geschäftsbeziehungen schaffen, 2. Aufl., Springer Gabler, Wiesbaden 2020, ISBN 978-3-658-30663-2.
- 30 Minuten Content-Marketing, GABAL, 2018, ISBN 978-3-86936-882-5.
- Akquise@B2B. Neukundengewinnung im digitalen Zeitalter, Springer Gabler, Wiesbaden 2020, ISBN 978-3-658-26521-2.
- Sales Code 55: Die Erfolgsgeheimnisse von Europas Verkäufer-Elite, books4success, 2016, ISBN 978-3-86470-356-0.